# Flecha zen
«Flecha zen» es una canción compuesta e interpretada por el músico argentino Luis Alberto Spinetta, incluida en su álbum solista Fuego gris editado en 1993, a su vez banda de sonido de la película homónima (1994) del director Pablo César. 
El tema es ejecutado exclusivamente por Spinetta.

## Contexto
Spinetta venía de tres álbumes de estudio sucesivos premiados como los mejores del año (Téster de violencia en 1988, Don Lucero en 1989 y Pelusón of milk en 1991). En 1991 y 1992 Spinetta se apartó relativamente de los músicos de su banda y se refugió en el espacio privado de su familia. A fines de 1990 su esposa Patricia había quedado embarazada de Vera y tanto su embarazo como su nacimiento fue un acontecimiento vivido personalmente por todos los miembros de la familia. En ese contexto Spinetta compuso y grabó en el estudio de su casa (Cintacalma) Pelusón of milk, un título que remite directamente a esa situación y al año siguiente Fuego gris, una obra que también trata de la introspección.
El mundo comenzaba a transitar los primeros años de la década del 90, caracterizada por una mayor valoración social de lo privado -incluyendo el proceso de privatizaciones-, la riqueza y la fama, impulsada por un gran desarrollo de los medios de comunicación.
Argentina vivía los primeros años de lo que se denominó el menemismo, que luego de terminar con largos años de alta inflación con el Plan de Convertibilidad, inauguró un fenómeno conocido como farandulización de la política, en la que aparecían estrechamente vinculados los negocios privados, los políticos y las figuras famosas de la televisión y el deporte.

## El álbum
Las diecisiete canciones del álbum siguen el derrotero de una adolescente sin nombre a la que Spinetta bautizó Milita, que vive en un mundo de violencia y desamparo, donde el diálogo y la comunicación entre las personas no existe. Milita ha sufrido el abuso de su violento padre y la locura de su madre. Al no poder entrar al recital de su héroe roquero Kakón el Griego -kakón en griego significa "mal bello"-, personaje que debía interpretar Spinetta y finalmente no pudo hacerlo, cae por una alcantarilla a las cloacas de la ciudad. Allí se encuentra con un mundo onírico de monstruos y horrores, en el que debe buscar un sentido para su vida, en una suerte de "escape hacia el alma", como se titula la primera canción. El alma es precisamente uno de los conceptos a los que Spinetta más recurre en la poesía del álbum, fortaleciéndola con nociones de las filosofías orientales como el nirvana y lo zen.

## El tema
El tema es el décimo quinto track del álbum solista Fuego gris, banda sonora del "drama-rock" cinematográfico del mismo nombre, dirigido por Pablo César. El crítico musical Martín Zariello dice que el tema trata "sobre cierta redención ('Ya mi dolor como todo se fue/ el cielo debe existir'), pero también sobre un gran vacío existencial ('Búscame/ Pero búscame, por favor') en un contexto de apocalipsis y escepticismo ('Los hombres del mal/ Los hombres del bien/ ¿Qué pueden ya ofrecer?').

Siglos desiertos
tragándome los pies
los hombres del mal
los hombres del bien
que pueden ya ofrecer.

No me aguarda un mundo de tumbas
sino un modo de viajar
hasta ser así una flecha Zen
Flecha zen

## Película
La canción se corresponde con la decimosexta secuencia de la película (minuto 1:04:42 a 1:10:30). De la bolsa latiente salen palomas blancas que guían a la protagonista sin nombre -llamada Milita por Spinetta- hacia una laguna subterránea donde se encuentran personas semidesnudas y canoas. Milita es llevada en uno de esos botes por una persona que le muestra ese mundo diverso, en el que se encuentran seres que se aman, seres que saludan y también seres que dominan o que son esclavizados. De pronto llega a una gran fiesta celebrada en el agua, donde está su madre. Baja del bote, la mojan a la manera de un bautismo iniciático. Alguien comienza a tocar un arpa de boca y la joven queda como extasiada, despertando viejas memorias de niña.